# Roberta Perkins
Roberta Perkins (30 de abril de 1940 - 26 de junio de 2018) fue una socióloga, escritora y activista australiana por los derechos de las personas transgénero y de las trabajadoras sexuales. Escribió varios libros y múltiples artículos académicos sobre las vidas seminómadas de las trabajadoras sexuales transgénero y estableció el primer centro de asistencia para personas transgénero en Australia.

## Biografía
Perkins completó su tesis de licenciatura con honores en la Universidad Macquarie en 1981. Su disertación examinó las vidas y experiencias de drag queens y transexuales, y fue una de las primeras tesis de una mujer abiertamente transgénero en Australia.
En la década de 1980, fue una de los primeros miembros de la entonces recién creada Asociación Australiana de Transexuales, que apoyaba a las personas trans presionando a favor de reformas sociales y legales.
En 1983, publicó su primer libro, The Drag Queen Scene: Transsexuals in Kings Cross, una encuesta de 146 drag queens basada en su disertación. Frank Walker, miembro de la Asamblea Laborista de Nueva Gales del Sur y en ese momento Ministro de Juventud y Servicios Comunitarios, leyó el libro e invitó a Perkins a reunirse. Ella le habló de la pobreza, la falta de vivienda y la violencia que experimentan las trabajadoras sexuales transgénero, muchas de ellas jóvenes; sobre las violaciones, palizas, acoso y desalojos, y cómo las mujeres trans no pudieron encontrar ayuda ni en los refugios para hombres ni para mujeres. 
Walker entendió la gravedad de la situación y expresó su compromiso de ayudar. Como resultado, Perkins recibió una subvención de 80.000 dólares australianos para abrir un centro que funcionaría como refugio para trabajadoras sexuales transgénero. La casa, originalmente llamada "Tiresias House", abrió sus puertas en Sydney con 12 camas que se llenaron de inmediato. El centro creció rápidamente y, en unos pocos años, incluía cuatro casas y contaba con una enfermera titulada y un trabajador comunitario como personal permanente. Después de seis años, su nombre cambió a Centro de Género. 
Perkins dejó el Centro de Género en 1985 para concentrarse en escribir y publicar libros y artículos en publicaciones académicas sobre mujeres transgénero y trabajadoras sexuales. Fue una figura destacada en la lucha por los derechos de las trabajadoras sexuales en Nueva Gales del Sur y Australia en su conjunto. Fue miembro fundadora de la Australian Prostitutes Collective NSW, que abogó por la despenalización del trabajo sexual y por la mejora de la vida de las trabajadoras sexuales. El trabajo del colectivo lo continúa hoy el Sex Worker Outreach Project (SWOP) NSW.
Perkins murió el 26 de junio de 2018 a la edad de 78 años. Sus obituarios la llamaron "pionera" y "una mujer de acción" que sentó las bases para la defensa de las personas trabajadoras sexuales en su país y benefició a "innumerables" personas trans y trabajadoras sexuales. 

## Publicaciones
- The Third Sex and Sanctified Persons: A Cross-Cultural Survey, Comparison and Analysis of Transvestism and Transsexuality. Tesis de licenciatura con honores de la Universidad Macquarie 1981.
- The Drag Queen Scene: Transsexuals in Kings Cross. George Allen y Unwin, 1983. [6]
- Con Nikki Searant y Linda Tyne. Transsexualism: An Overview: Understanding the Transsexual. Colectivo de Transexuales Australianas, Asociación Australiana de Transexuales, 1983.
- Con Garry Bennett. Being a Prostitute: Prostitute Women and Prostitute Men. Allen y Unwin, 1985.
- A History, Manifesto, and a Report on the Proposed Welfare Services of the Australian Prostitutes' Collective. The Collective, 1985.
- Female Prostitutes in Visible Prostitution in Inner-City Sydney . La autora, 1985.
- Female Prostitution in Sydney an Overview: An Information Document on Female Prostitution and Prostitute Women of Sydney. Colectivo de Prostitutas de Australia (Nueva Gales del Sur), 1985.
- "Working Girls": Normality and Diversity Among Female Prostitutes in Sydney. Tesis de maestría con honores de la Universidad Macquarie, 1988.
- Entrevistada por Phil Jarratt. "The working girl's friend. -Interview with Roberta Perkins, founder of the Australian Prostitutes Collective". Boletín (Sydney). 140–141,143–144, 13 de septiembre de 1988.
- "Wicked Women Or Working Girls: The Prostitute on the Silver Screen". Media Information Australia, 51, 1989: 28–34.
- "Working Girls in ‘Wowserville’: Prostitute Women in Sydney Since 1945". En Richard Kennedy. Australian Welfare: Historical Sociology. Macmillan, 1989: 362–389.
- Working Girls: Prostitutes, Their Life and Social Control. Instituto australiano de Criminología, 1991.
- Con A. Griffin y J. Jakobsen. Transgender Lifestyles and HIV/AIDS Risk. Universidad de Nueva Gales del Sur, 1994.
- Con G. Prestage, R. Sharp y Frances Lovejoy. Sex Work, Sex Workers in Australia. Prensa de la Universidad de Nueva Gales del Sur, 1994.
- Con Frances Lovejoy. "Healthy and Unhealthy Life Styles of Female Brothel Workers and Call Girls (Private Sex Workers) in Sydney". Revista de Salud Pública de Australia y Nueva Zelanda. 20, 5, 1996: 512–6.
- "The Drag Queen Scene: Transsexuals in Kings Cross". En Richard Ekins y Dave King (eds). Mezcla de géneros: aspectos sociales del travestismo y el cambio de sexo. Routledge 1996: 53–62.
- Con Frances Lovejoy. Call Girls: Private Sex Workers in Australia. Prensa de la Universidad de Australia Occidental, 2007.